# Ilha da Madeira
A ilha da Madeira é a principal ilha do arquipélago da Madeira, situado no oceano Atlântico, a sudoeste da costa portuguesa, anexado à União Europeia. Constitui, conjuntamente com Porto Santo, Ilhas Desertas e Ilhas Selvagens, o arquipélago da Madeira e a Região Autónoma da Madeira, que tem como capital a cidade do Funchal. A Ilha da Madeira possui origem vulcânica, 742,4 km2, extensa flora endémica, nativa e exótica, sendo o seu clima tipicamente mediterrânico em grande parte da face sul passando a um clima Temperado a quotas mais elevadas. A economia é amplamente voltada para o turismo.

## Geografia

### Posicionamento geográfico
A ilha da Madeira é uma das maiores da Macaronésia. A cidade do Funchal, principal centro urbano e porto da ilha, situa-se na costa sul (32°38'29.8"N – 16°54'45.6"W) e dista cerca de 685 km da costa africana (Cabo do Sem, Marrocos), 973 km de Lisboa, 520 km da Gran Canaria, e 891 km da ilha de Santa Maria, a mais próxima do arquipélago dos Açores. A ilha tem um comprimento máximo (oeste-este) de 54 km e uma largura máxima (norte-sul) de 23 km.

### Clima
O clima da Madeira segundo o sistema de Classificação climática de Köppen-Geiger é mediterrânico de verão quente (Csa) a quotas mais baixas, passando para um clima mediterrânico de verão fresco (Csb) a quotas mais altas. De acordo com a Classificação Bioclimática da Terra aplicada à ilha da Madeira esta apresenta três bioclimas, o Mediterrânico xérico oceânico, Mediterrânico Pluviestacional Oceânico e o Temperado Hiperoceânico.
As temperaturas médias anuais atingem valores acima dos 20 °C. A temperatura da água do mar, varia entre os 26 °C de verão e os 17 °C de inverno. Os ventos predominantes são de oeste a noroeste no inverno, e de nordeste no verão (os alísios). A precipitação anual varia de 500 mm no sudeste da ilha aos mais de 2 000 mm nas encostas norte. As ilhas Selvagens que também fazem parte deste arquipélago têm um clima desértico com precipitações abaixo dos 200 mm anualmente.
É comumente chamado de "tempo de leste", a situação meteorológica de visibilidade reduzida e aumento da poluição atmosférica devido ao movimento de massas de ar quente, empoeirado e com areias, do deserto do Saara que afeta a ilha e também as ilhas Canárias, mais frequentemente nos meses de Verão mas não exclusivamente.
| Valores climáticos para o Funchal, Madeira, Portugal          | Valores climáticos para o Funchal, Madeira, Portugal | Valores climáticos para o Funchal, Madeira, Portugal | Valores climáticos para o Funchal, Madeira, Portugal | Valores climáticos para o Funchal, Madeira, Portugal | Valores climáticos para o Funchal, Madeira, Portugal | Valores climáticos para o Funchal, Madeira, Portugal | Valores climáticos para o Funchal, Madeira, Portugal | Valores climáticos para o Funchal, Madeira, Portugal | Valores climáticos para o Funchal, Madeira, Portugal | Valores climáticos para o Funchal, Madeira, Portugal | Valores climáticos para o Funchal, Madeira, Portugal | Valores climáticos para o Funchal, Madeira, Portugal | Valores climáticos para o Funchal, Madeira, Portugal |
| Mês                                                           | Jan                                                  | Fev                                                  | Mar                                                  | Abr                                                  | Mai                                                  | Jun                                                  | Jul                                                  | Ago                                                  | Set                                                  | Out                                                  | Nov                                                  | Dez                                                  | Ano                                                  |
| ------------------------------------------------------------- | ---------------------------------------------------- | ---------------------------------------------------- | ---------------------------------------------------- | ---------------------------------------------------- | ---------------------------------------------------- | ---------------------------------------------------- | ---------------------------------------------------- | ---------------------------------------------------- | ---------------------------------------------------- | ---------------------------------------------------- | ---------------------------------------------------- | ---------------------------------------------------- | ---------------------------------------------------- |
| Maior valor da temperatura máxima do ar °C (°F)               | 25.5 (78)                                            | 27.0 (81)                                            | 30.5 (87)                                            | 32.6 (91)                                            | 34.2 (94)                                            | 34.7 (94)                                            | 37.7 (100)                                           | 36.0 (97)                                            | 38.4 (101)                                           | 34.1 (93)                                            | 29.5 (85)                                            | 25.9 (79)                                            | 38,4 (101)                                           |
| Média da temperatura máxima °C (°F)                           | 19.7 (67)                                            | 19.7 (67)                                            | 20.4 (69)                                            | 20.6 (69)                                            | 21.6 (71)                                            | 23.4 (74)                                            | 25.1 (77)                                            | 26.4 (80)                                            | 26.4 (80)                                            | 24.9 (77)                                            | 22.6 (73)                                            | 20.7 (69)                                            | 22,6 (73)                                            |
| Temperatura média diária °C (°F)                              | 16.7 (62)                                            | 16.6 (62)                                            | 17.2 (63)                                            | 17.5 (64)                                            | 18.6 (65)                                            | 20.6 (69)                                            | 22.2 (72)                                            | 23.2 (74)                                            | 23.2 (74)                                            | 21.8 (71)                                            | 19.6 (67)                                            | 17.9 (64)                                            | 19,6 (67)                                            |
| Média da temperatura mínima °C (°F)                           | 13.7 (57)                                            | 13.4 (56)                                            | 13.9 (57)                                            | 14.4 (58)                                            | 15.6 (60)                                            | 17.7 (64)                                            | 19.2 (67)                                            | 20.0 (68)                                            | 20.0 (68)                                            | 18.6 (65)                                            | 16.6 (62)                                            | 15.0 (59)                                            | 16,5 (62)                                            |
| Menor valor da temperatura mínima do ar °C (°F)               | 9.2 (49)                                             | 7.4 (45)                                             | 8.1 (47)                                             | 9.8 (50)                                             | 9.7 (49)                                             | 13.2 (56)                                            | 14.6 (58)                                            | 16.4 (62)                                            | 16.6 (62)                                            | 13.4 (56)                                            | 10.8 (51)                                            | 9.4 (49)                                             | 7,4 (45)                                             |
| Precipitação mm (polegadas)                                   | 74.1 (2.92)                                          | 83.0 (3.27)                                          | 60.2 (2.37)                                          | 44.0 (1.73)                                          | 28.9 (1.14)                                          | 7.2 (0.28)                                           | 1.6 (0.06)                                           | 2.0 (0.08)                                           | 32.9 (1.3)                                           | 89.5 (3.52)                                          | 88.8 (3.5)                                           | 115.0 (4.53)                                         | 627,2 (24,69)                                        |
| Fonte: Instituto de Meteorologia (IM) 27 de fevereiro de 2012 |                                                      |                                                      |                                                      |                                                      |                                                      |                                                      |                                                      |                                                      |                                                      |                                                      |                                                      |                                                      |                                                      |

### Paisagens
A ilha é muito montanhosa, com profundos vales incrustados entre os picos mais altos e falésias na maior extensão da costa, que totaliza cerca de 160 km de extensão. A altitude média é de 1 372 m, sendo os pontos mais elevados o Pico Ruivo (1 862 m) e o Pico das Torres (1 853 m). As praias de areia fina são raras. O extremo leste, chamado Ponta de São Lourenço forma um cabo alongado e relativamente pouco elevado que se prolonga até dois ilhéus próximos. Na costa sul, a oeste do Funchal, situa-se o cabo Girão, uma das mais altas falésias do mundo. possui uma rede de levadas com grande valor patrimonial e turístico.
O coberto vegetal da ilha é em grande parte floresta do tipo laurissilva, classificada como Património da Humanidade pela UNESCO em 1999. A floresta actual contém espécies endémicas e também plantas trazidas pelos colonos, além de variedades tropicais cultivadas, como a banana e o maracujá, entre outros. O solo vulcânico é geralmente muito fértil (cerca de 3 vezes mais fértil que o de Portugal Continental) e a humidade da montanha favorece o crescimento de uma vegetação exuberante.

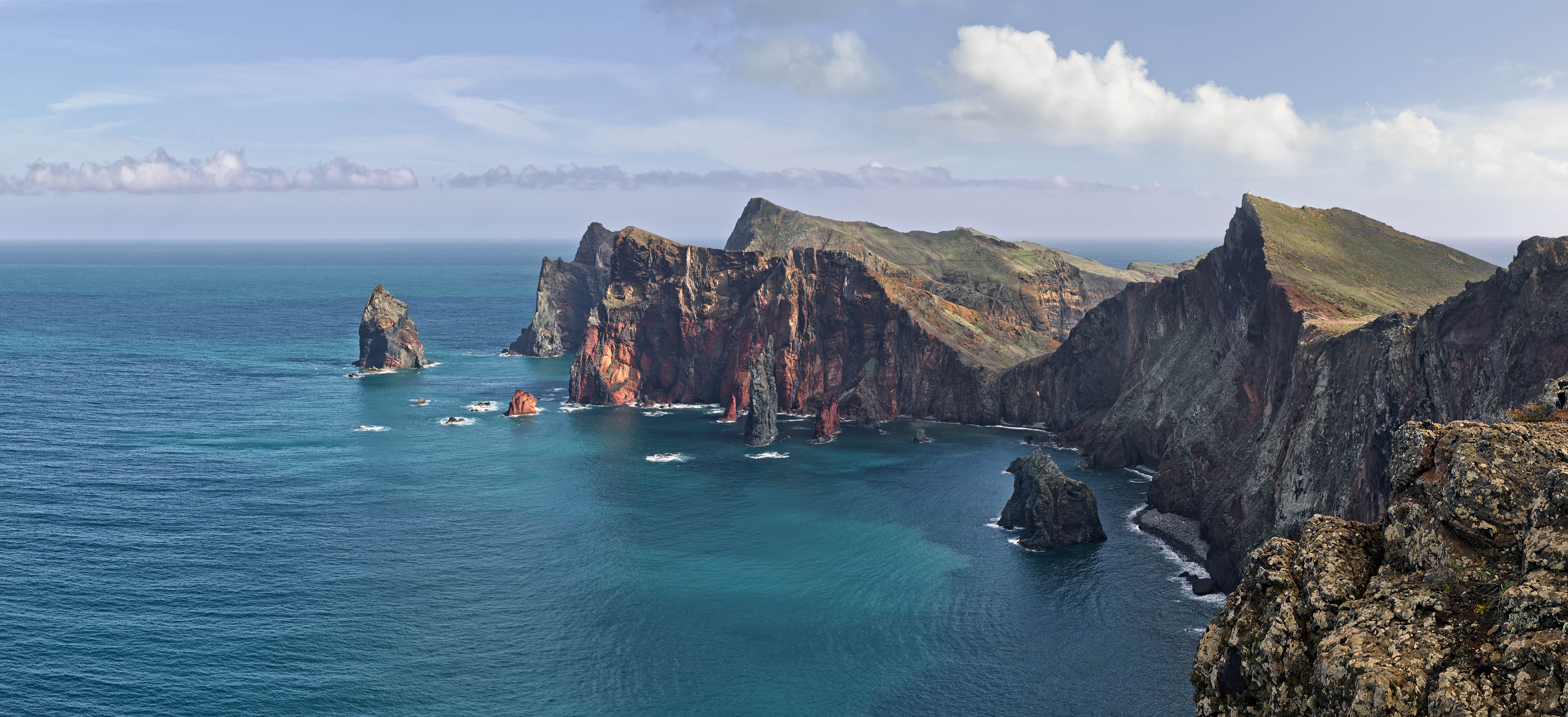
Ponta de São Lourenço

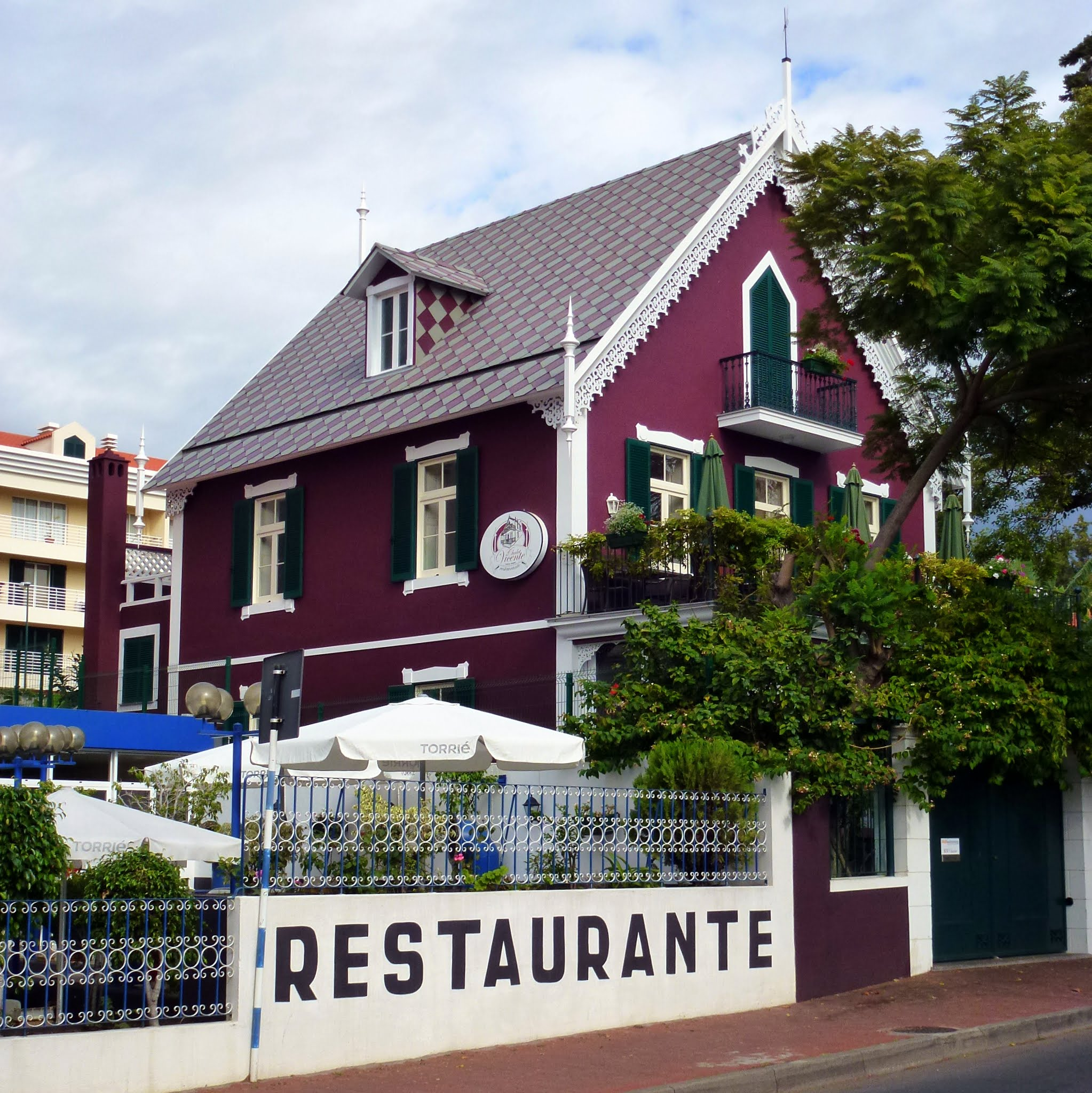
Chalet Vicente, Lido
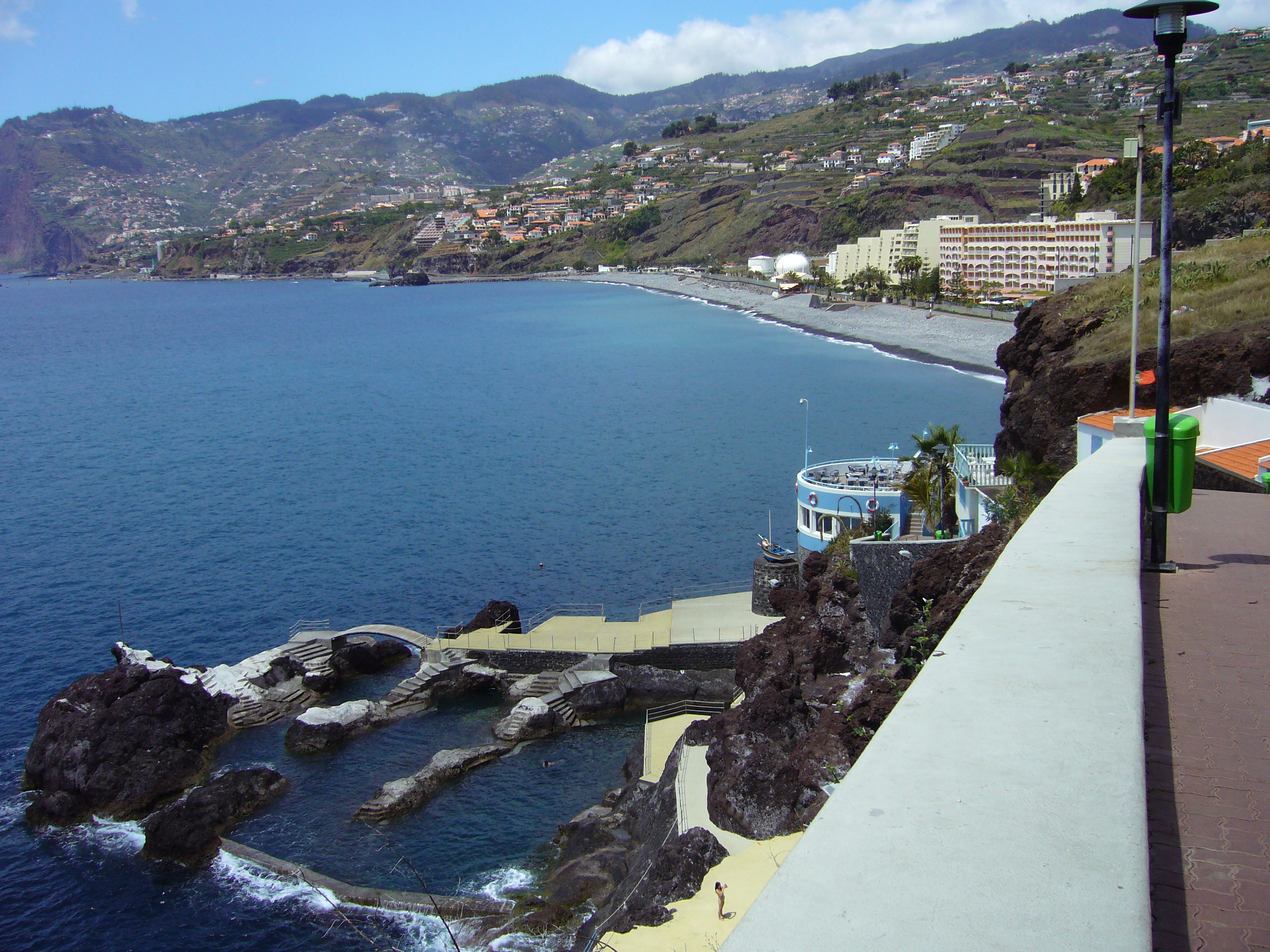
Doca do Cavacas com Praia Formosa ao fundo
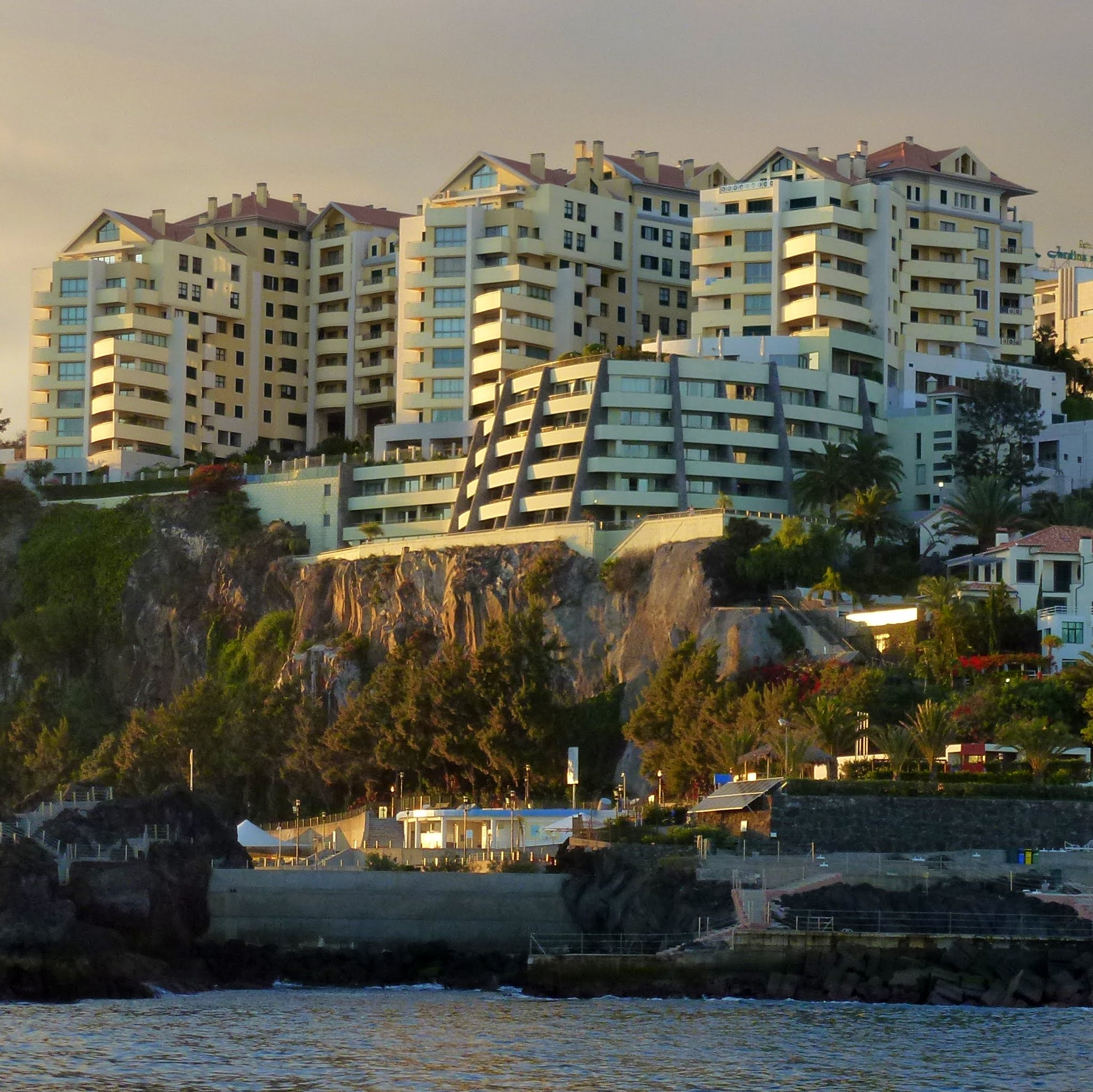
Ponta Gorda
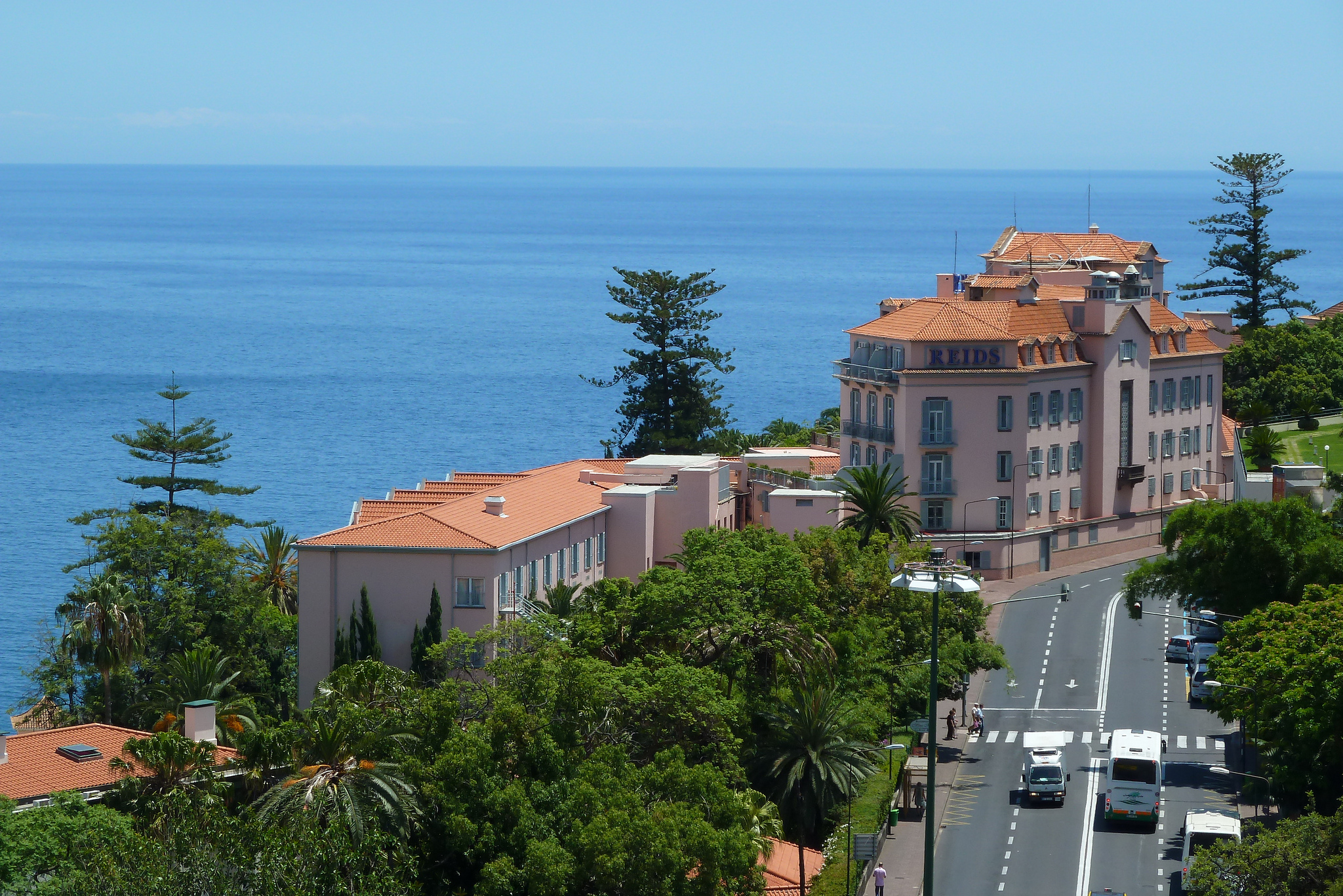
Emblemático Hotel Reids
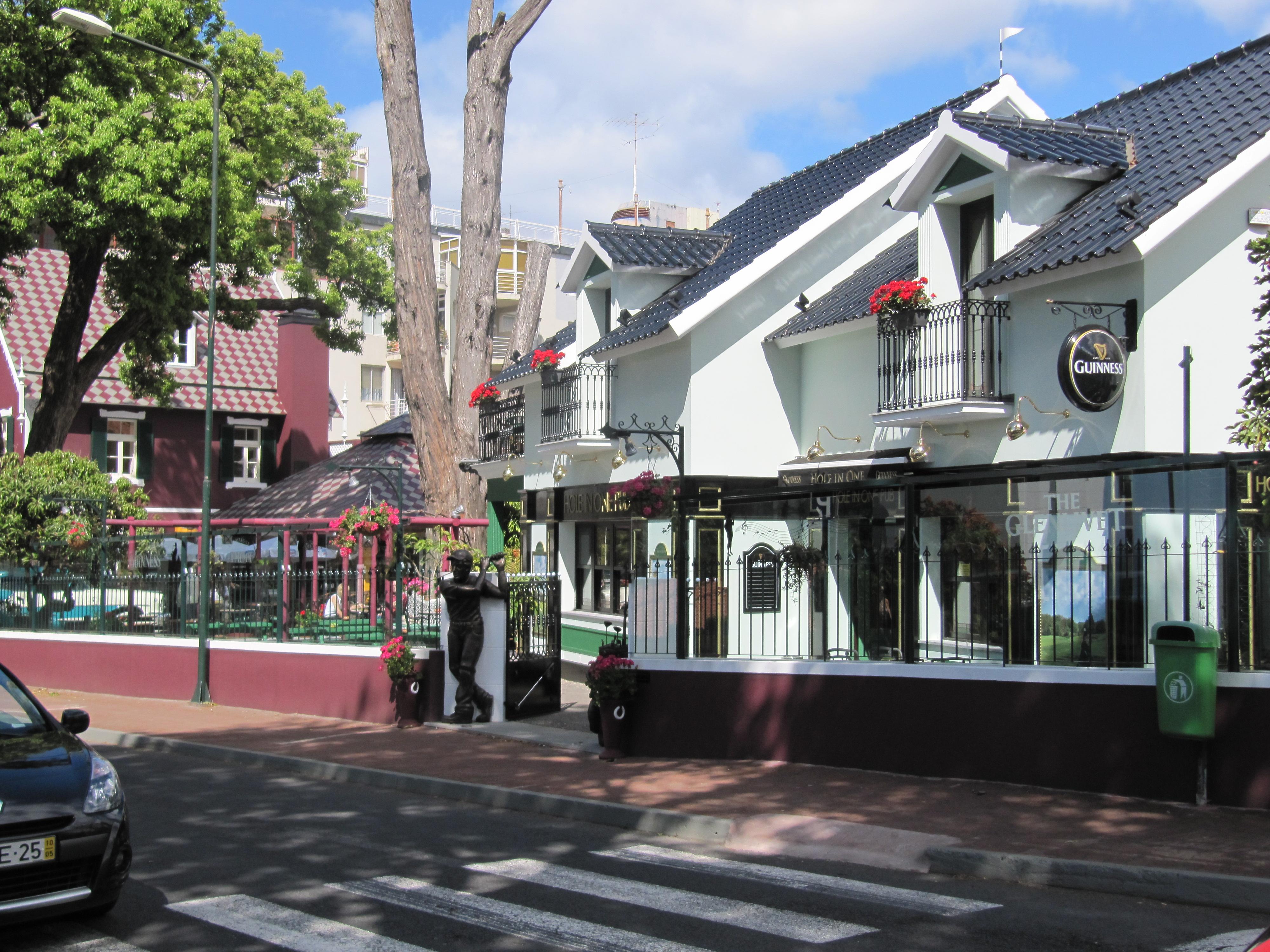
Pub Hole in One
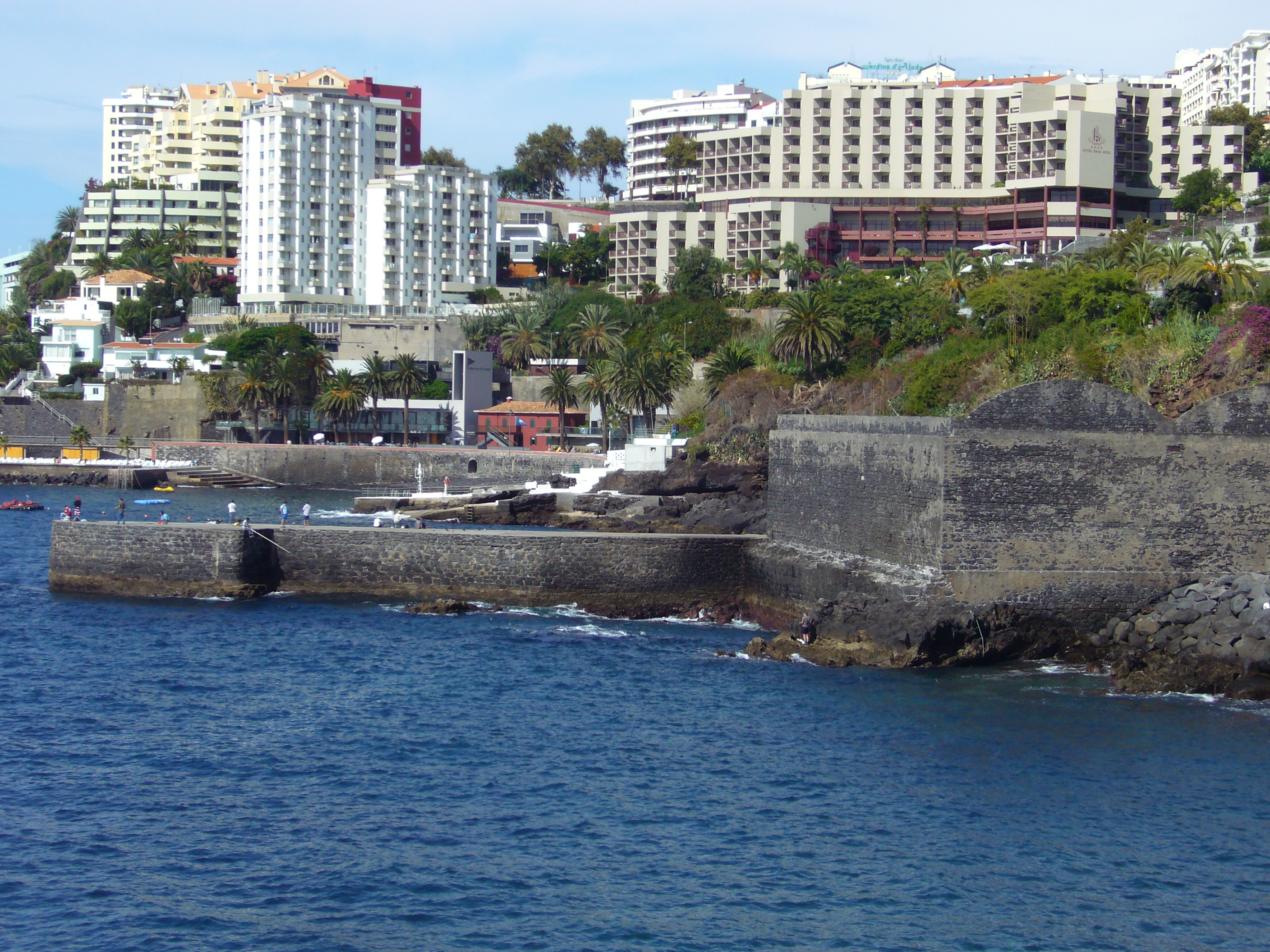
Cais do Carvão com parte da Zona Hoteleira ao fundo
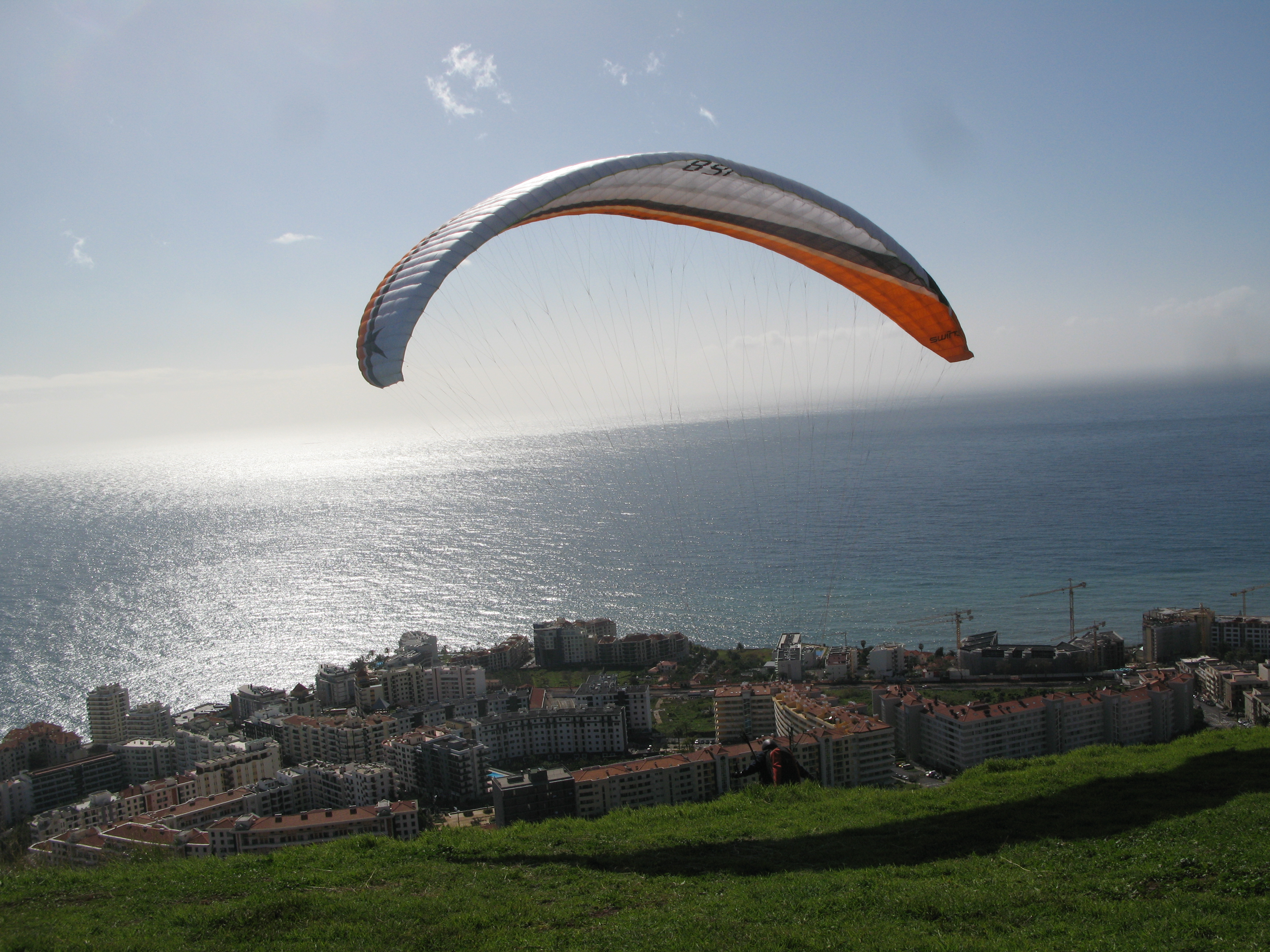
Prática de parapente desde o Pico da Cruz, para as zonas do Amparo, Ajuda e Piornais
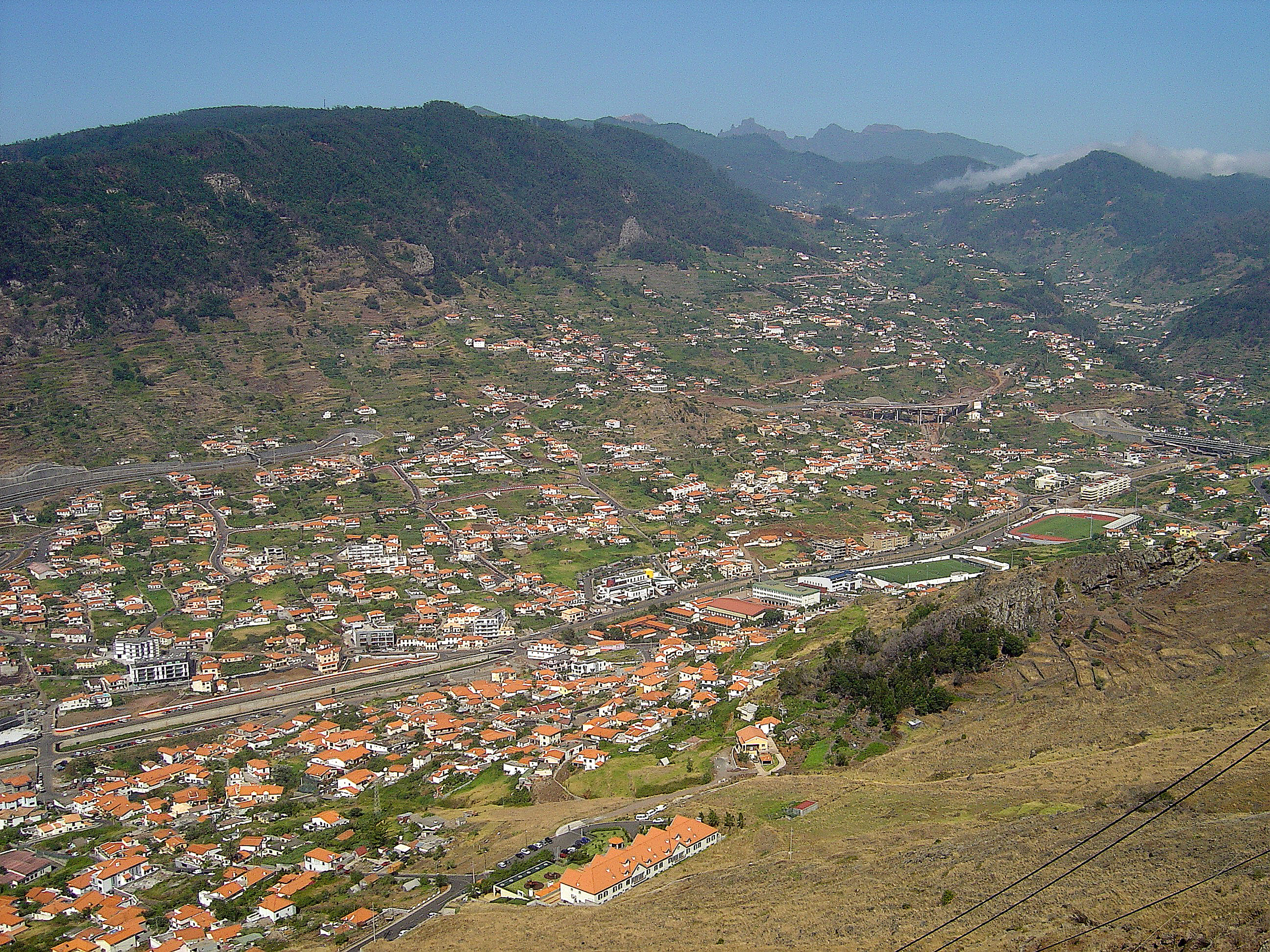
Vale de Machico
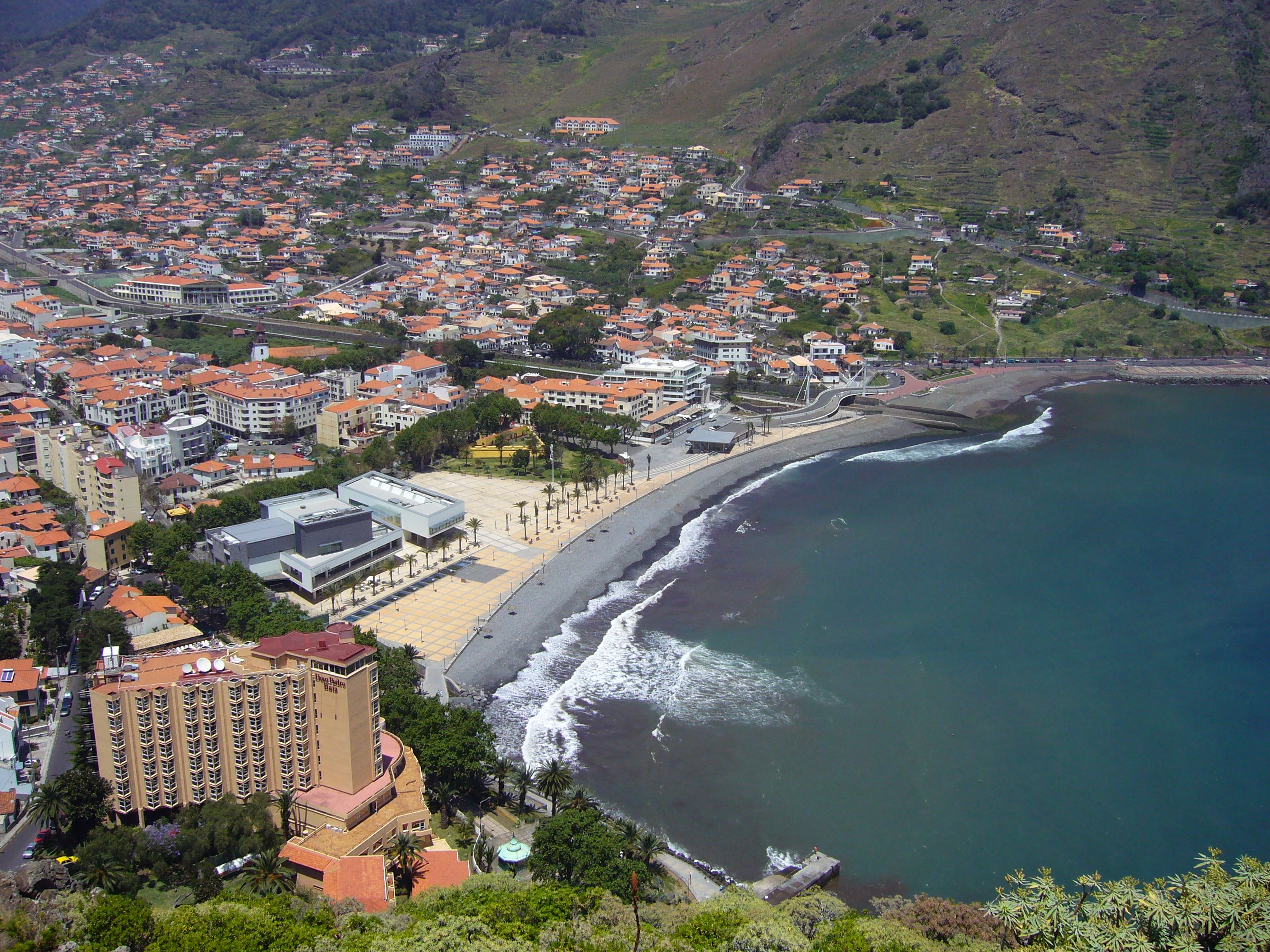
Baía de Machico
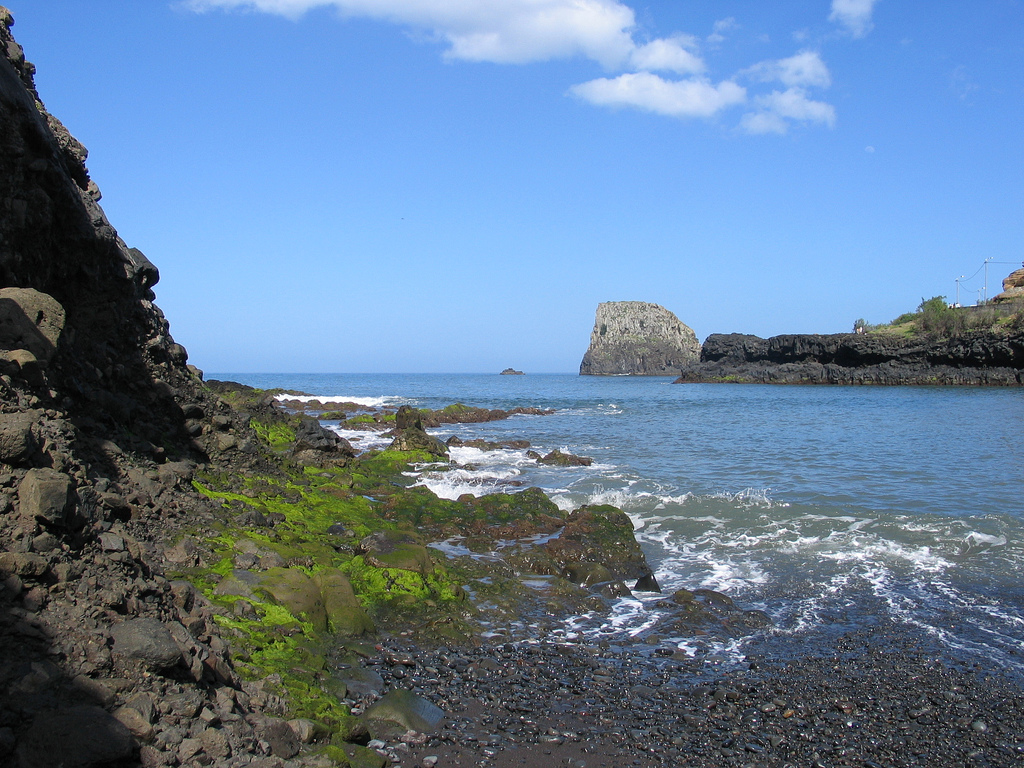
Porto da Cruz
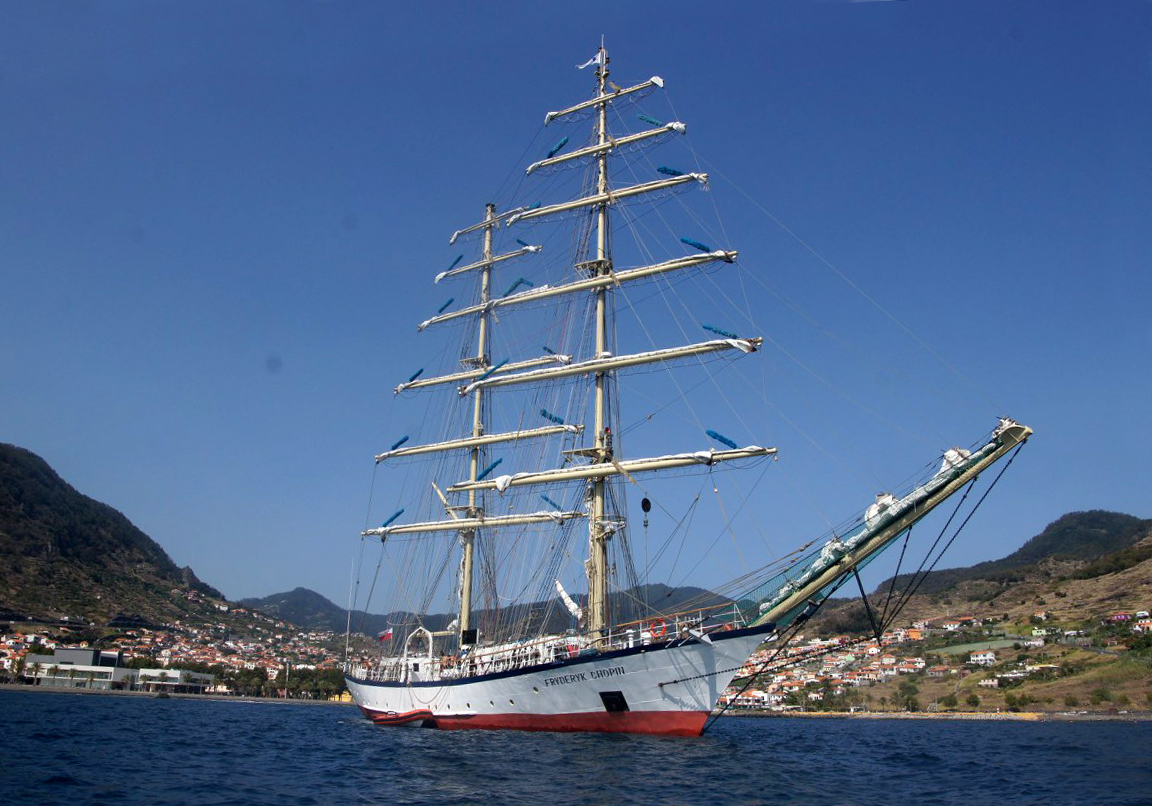
Veleiro Chopin ancorado ao largo da baía de Machico
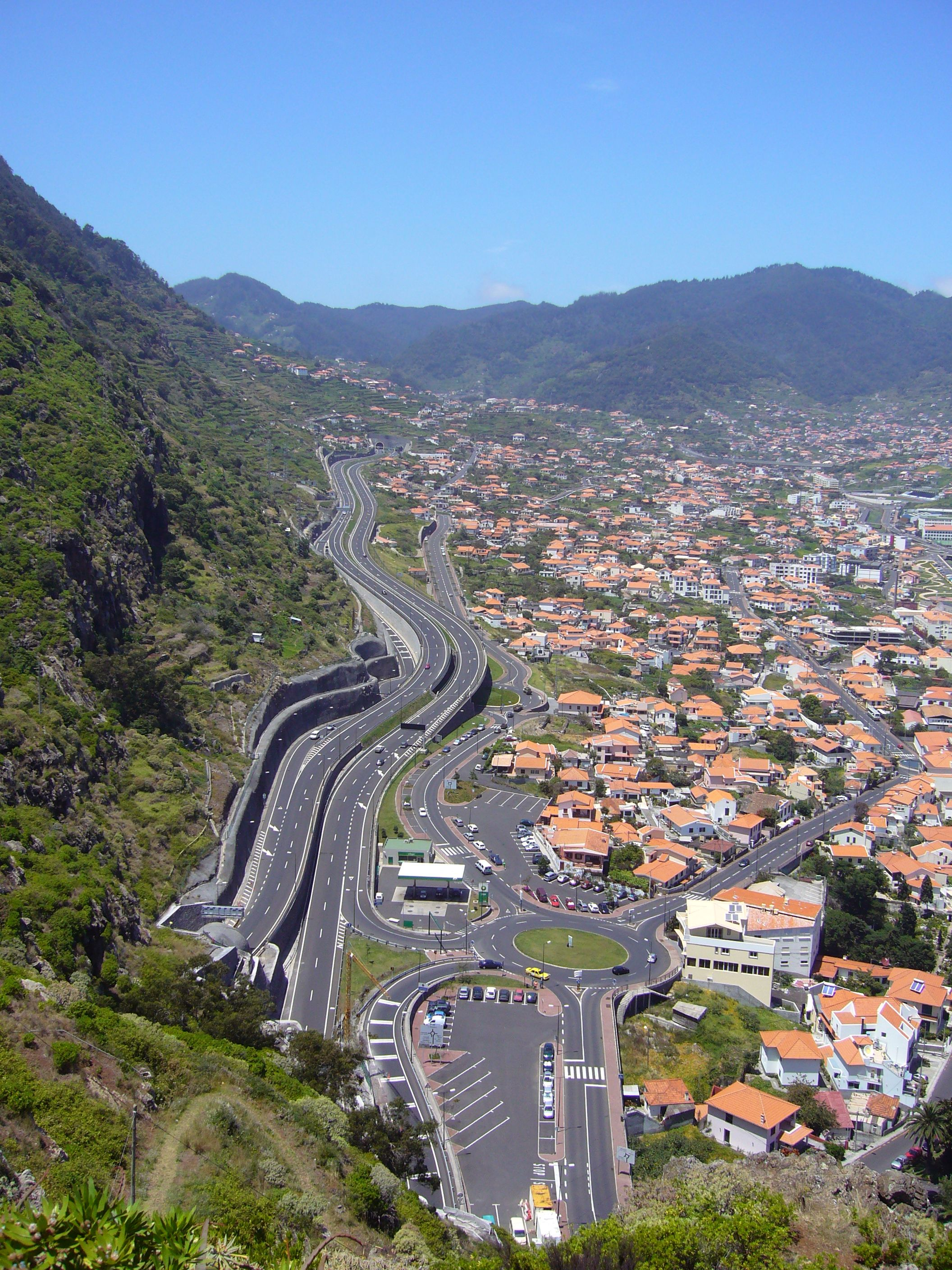
Vista panorâmica da segunda maior cidade madeirense, Machico
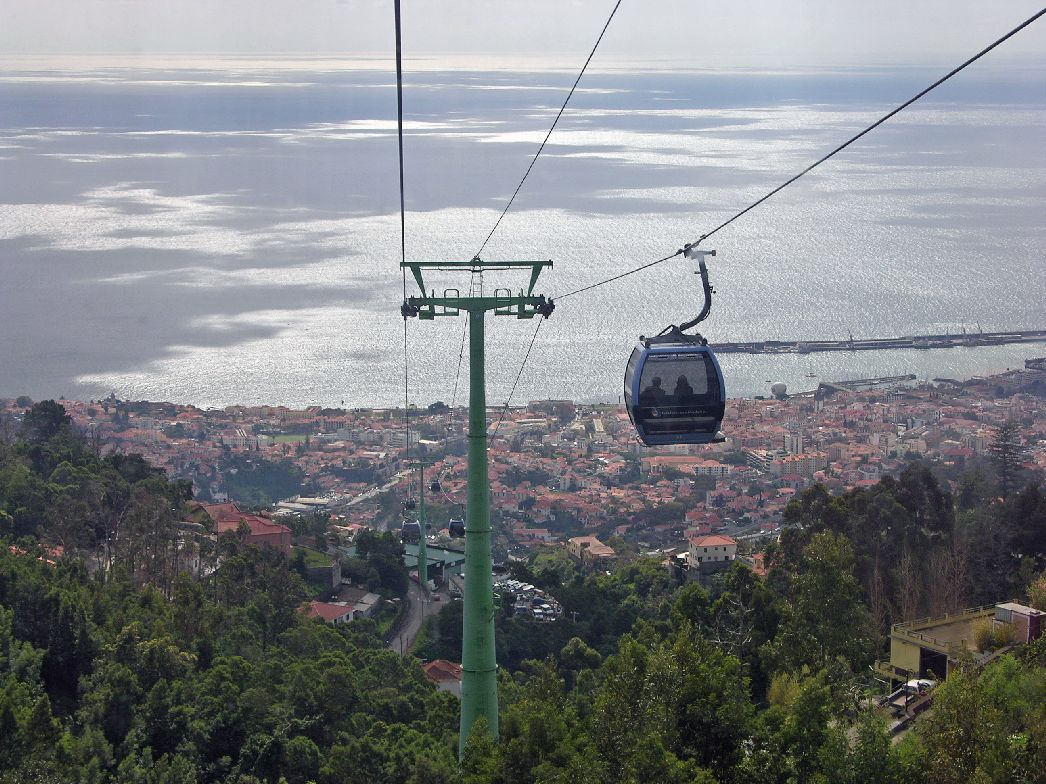
O teleférico do Monte com o Funchal ao fundo
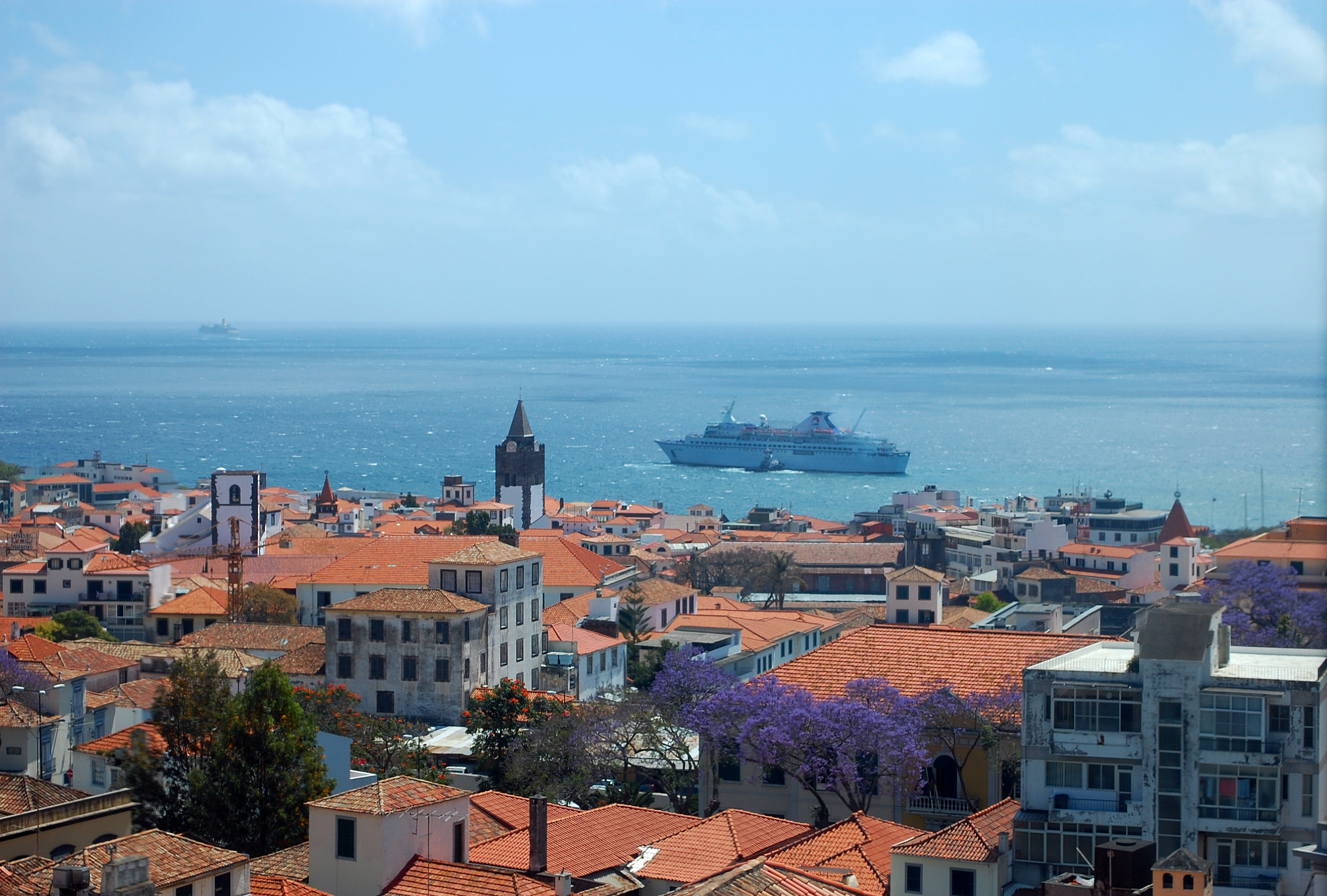
Funchal, visto do Largo das Cruzes
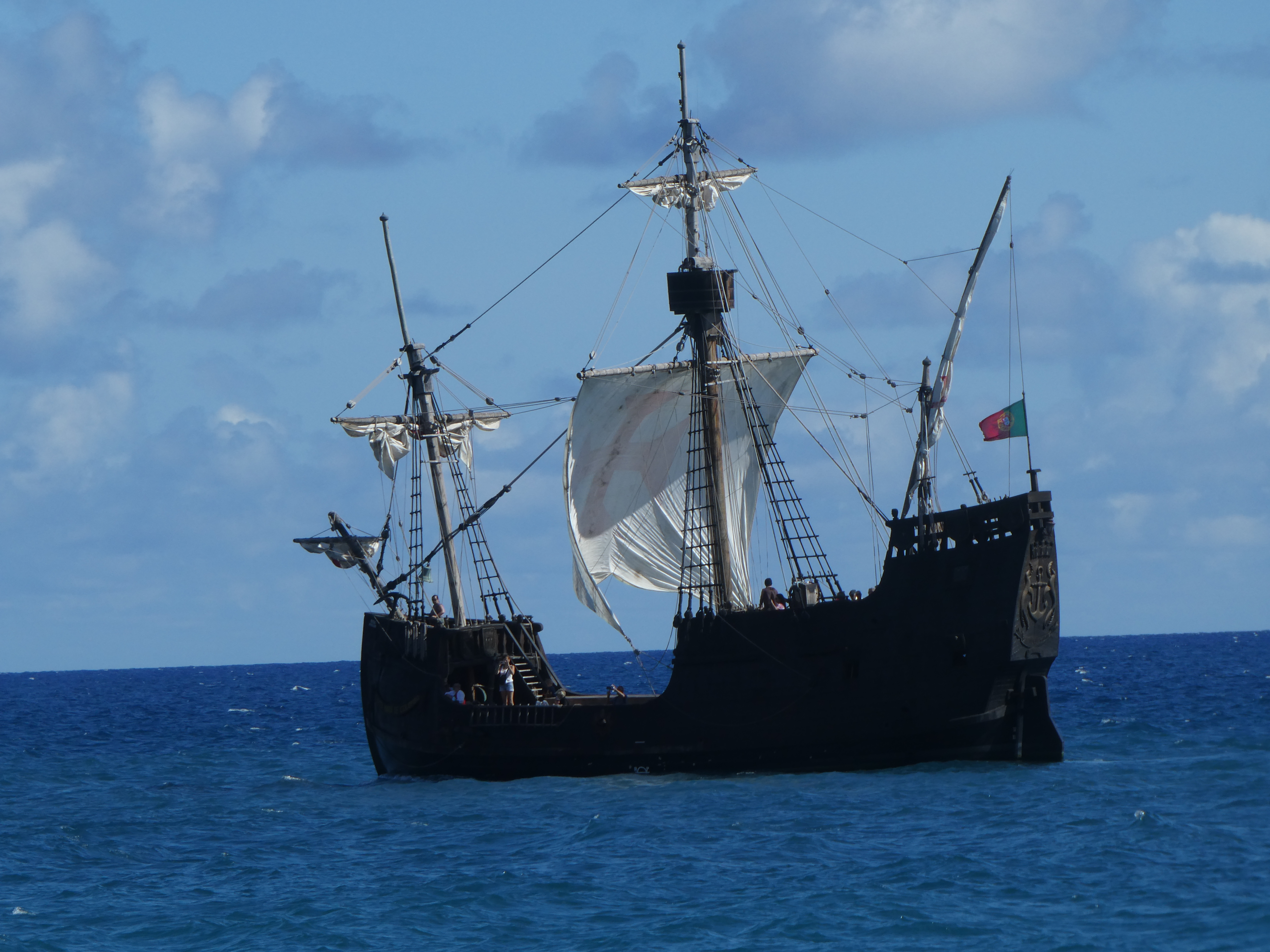
Caravela turística Santa María, na costa da Câmara de Lobos.

## História

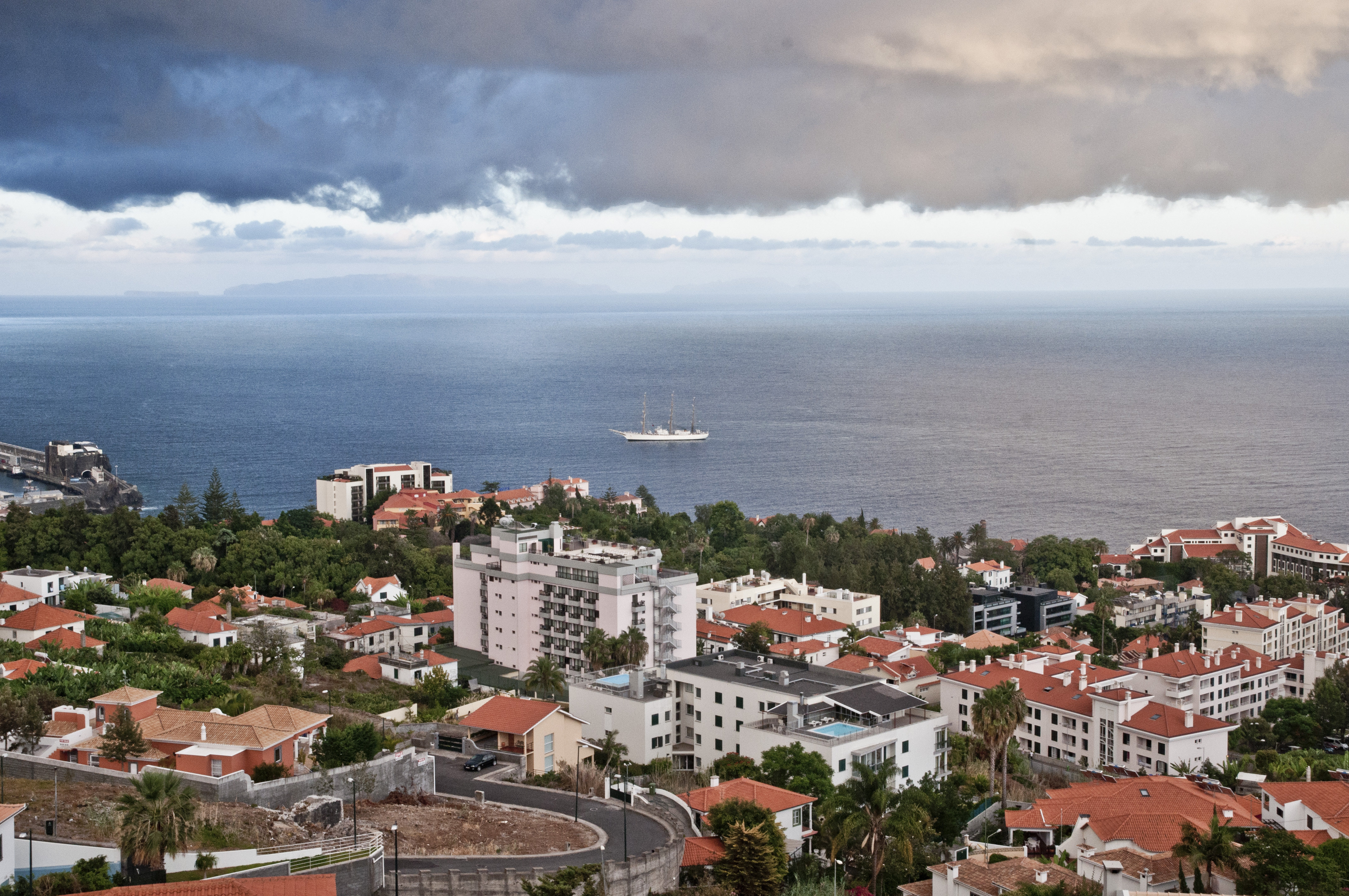
Funchal, capital da ilha da Madeira.

As ilhas do arquipélago da Madeira já seriam conhecidas antes da chegada dos portugueses, a crer em referências presentes em obras, bem como na representação destas em cartas geográficas. Entre as obras que se referem à Madeira salientam-se passagens do "Libro del Conocimiento" (1348-1349), obra de um frade mendicante espanhol na qual as ilhas são referidas pelo nome de Leiname, Diserta e Puerto Santo.
Um ano após a descoberta de Porto Santo por João Gonçalves Zarco e Tristão Vaz Teixeira, os dois navegadores em conjunto com Bartolomeu Perestrelo, chegam à ilha da Madeira em 2 de Julho de 1419. Tendo sido notadas as potencialidades das ilhas, bem como a importância estratégica destas, iniciou-se por volta de 1425 a colonização, que terá sido uma iniciativa de D. João I ou do Infante D. Henrique. A partir de 1440 estabelece-se o regime das capitanias com a investidura de Tristão Vaz Teixeira como Capitão-Donatário da Capitania de Machico; seis anos mais tarde Bartolomeu Perestrelo torna-se Capitão-Donatário do Porto Santo e em 1450 Zarco é investido Capitão-Donatário da Capitania do Funchal.

## Cultura

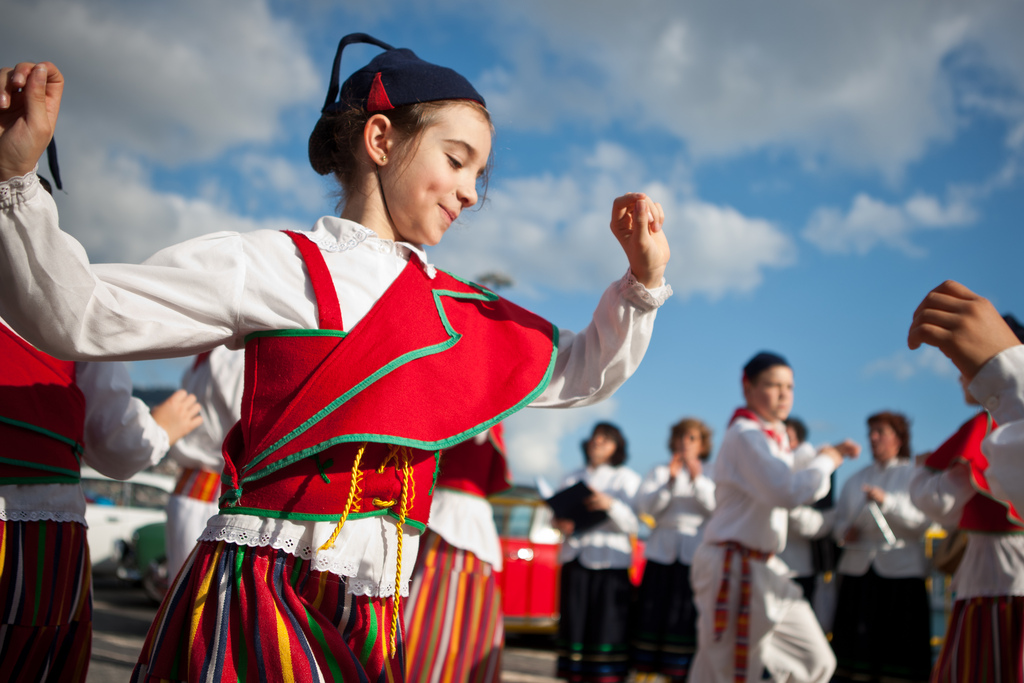
Bailinho da Madeira

A música folclórica na Madeira é promovida e usa, maioritariamente, instrumentos musicais locais tais como machete, rajão, brinquinho e cavaquinho que são usadas nas danças folclóricas tradicionais tal como o bailinho da Madeira.
Os emigrantes da Madeira foram, também, influenciados pela criação de novos instrumentos musicais. Em 1880, o ukulele foi criado, baseado em dois pequenos instrumentos tipo guitarra de origem madeirense, o cavaquinho e o rajão. O ukulele foi introduzido às Ilhas Havaianas por emigrantes portugueses da Madeira e Cabo Verde. Três emigrantes em particular, marceneiros madeirenses Manuel Nunes, José Espírito Santos e Augusto Dias são geralmente creditados como os primeiros criadores do ukulele. Duas semanas após desembarcados do SS Ravenscrag em finais de agosto de 1879, os Hawaiian Gazette reportaram que "Os madeirenses chegaram aqui e encantaram as pessoas com concertos de rua noturnos".

## Transportes
Actualmente, a ilha da Madeira sofreu grandes alterações em todo o tipo de transportes. Nos transportes rodoviários, foram construídas vias rápidas e vias expresso, que combatem os obstáculos geológicos da ilha, através de túneis, pontes e viadutos.
É importante falar na ampliação da pista do Aeroporto da Madeira, através da colocação de 180 pilares.

## População
Antes da chegada dos colonos portugueses no século XV, a ilha era inabitada. Actualmente a população da ilha é de aproximadamente 250 mil habitantes, a maioria de nacionalidade portuguesa. O Funchal conta com cerca de metade dos habitantes da ilha (112 mil habitantes). A maior parte dos habitantes declara-se de religião católica, sendo o Funchal sede da diocese do Funchal. Mais de metade da população concentra-se em apenas 7% da área da ilha, em especial na costa sul.